# Marga Mulya (Bekasi Utara)
Marga Mulya is een bestuurslaag in de stadsgemeente Kota Bekasi van de provincie West-Java, Indonesië. Marga Mulya telt 22.309 inwoners (volkstelling 2010).